# Central hidroeléctrica del Guavio
La central hidroeléctrica del Guavio es la primera central en funcionamiento más grande de Colombia con una capacidad instalada de 1260 MW distribuidos en 5 unidades, es subterránea y está ubicada en el centro poblado Mambita del municipio de Ubalá en Cundinamarca a 120 km al noreste de Bogotá, su embalse abarca los municipios de Ubalá, Gachalá, Gachetá, Gama y Junín, entró en operación el 15 de diciembre de 1992, cuenta con la infraestructura necesaria para la instalación de tres unidades adicionales, las cuales no fueron instaladas por falta de recursos económicos, si se instalaran estas unidades sería capaz de generar 1900 MW, convirtiéndola en la de mayor capacidad instalada del país.

## Historia
La primera generación eléctrica por el cauce del río Guavio se remontan a 1930 cuando el ingeniero alemán Alfred Oschsner hizo estudios para un proyecto hidroeléctrico. Los estudios de la actual central se remontan a la década de los 70 realizada por la empresa colombiana de consultoría en ingeniería Ingetec S.A.
La central está ubicada en  Mambita en el municipio de Ubalá en Cundinamarca a 120 km al este de Bogotá. La Presa abarca los municipios de Ubalá, Gachalá, Gachetá, Gama, Junín y Guasca.

## Construcción

### Empresas de Diseño, Construcción y Montaje

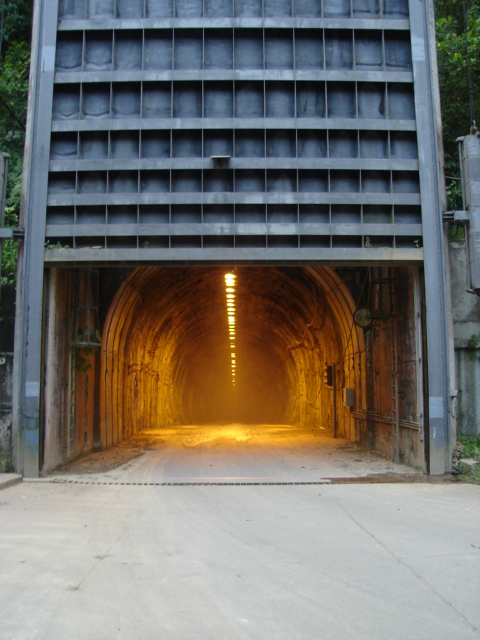
Acceso casa de máquinas.

Las siguientes empresas participaron en la construcción de la central.

#### Construcción
- Consorcio Campenon-Bernard y Spie Batignolles de Francia (central subterránea).
- Consorcio Vianini de Italia y Entrecanales y Távora de España (presa)
- Termotécnica de Colombia (Montajes electromecánicos presa)
- ICA de México (Montajes electromecánicos de la central)
- En total participaron más de 6500 personas en la ejecución de este proyecto

#### Interventoras
- Ingetec S.A - Asesor Técnico durante construcción
- Hidroestudios S.A - Restrepo & Uribe Ltda - Central subterránea
- Consorcio Compañía de Estudios e Interventorias Ltda - Estudios Técnicos - Presa y Rebosadero

## Datos Técnicos
Datos técnicos que hacen que la central sea la más grande de Colombia.

### Casa de Máquinas

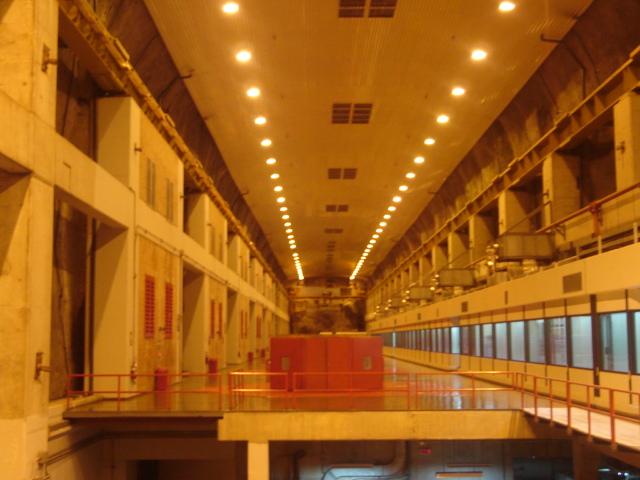
Caverna de Máquinas (Casa de Máquinas).

La casa de máquinas o caverna por su condición subterránea está ubicada en Mambita (Ubalá Zona B).

#### Generales
- Almenara: tipo galería de expansión longitud 319 m, sección en herradura y diámetro de excavación 8,4 m
- Pozo de carga de 545 m de longitud
- Túnel inferior de carga de 1430 m de longitud
- Túnel de fuga de 5260 m de longitud
- Caverna de máquinas de dimensiones en planta de 234 m por 17 m y de una altura de 35 m
- Cinco turbinas Pelton de 230 MW cada una
- Salto nominal: 1100 m
- Caverna de transformadores de dimensiones en planta de 201 m por 14 m y de una altura de 21 m
- Veinticuatro transformadores monofásicos.
- Líneas de transmisión de 230 kV y 127 km de longitud.

#### Generadores
Tiene capacidad para 8 turbinas tipo Pelton de las cuales hacen falta 3 por construir.
- Marca: Sulzer Escher Wyss.
- Caudal: 25 m³
- Capacidad de Generación por cada unidad: 240 MW  y 13.8 kV  a 450 RPM[5]

##### Válvula esférica d
La válvula esférica se encarga de dar el paso al caudal hacia la turbina.

##### Turbina Pelton

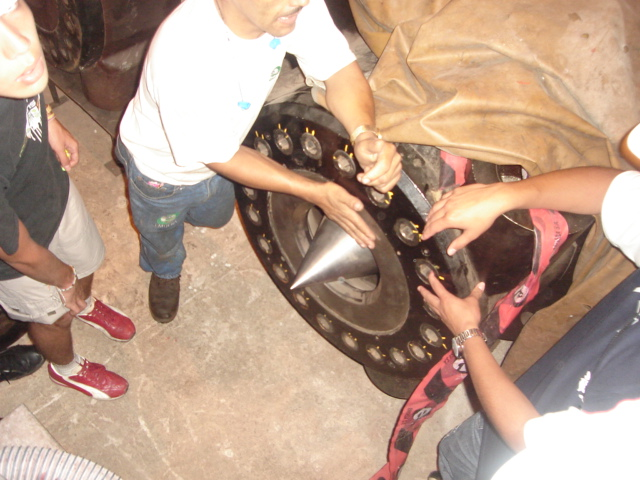
Inyector en Mantenimiento.

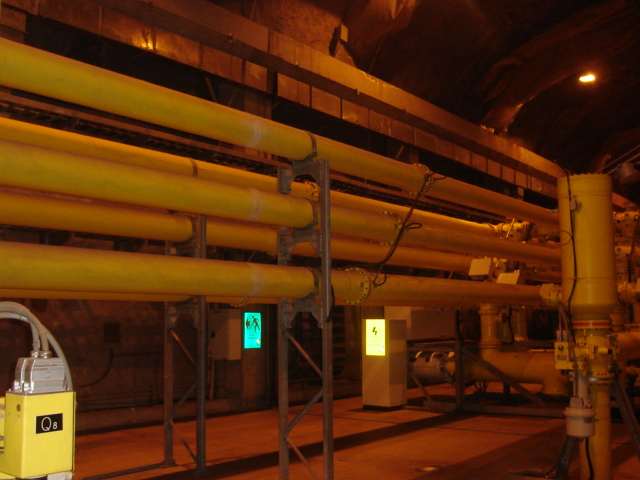
Tubos de Aislamiento con SF_{6} en la Subestación subterránea.

El inyector lanza directamente el chorro de agua contra la serie de paletas en forma de cuchara montadas alrededor del borde de una rueda. Cada paleta invierte el flujo de agua, disminuyendo su energía. El impulso resultante hace girar la turbina. Las paletas se montan por pares para mantener equilibradas las fuerzas en la rueda. La turbina Pelton es un tipo de turbina de impulso y es la más eficiente en aplicaciones donde se cuenta con un gran desnivel de agua.
Dado que el agua no es un fluido compresible, casi toda la energía disponible se extrae en la primera etapa de la turbina. Por lo tanto, la turbina Pelton tiene una sola rueda, al contrario de las turbinas que operan con fluidos compresibles. La marca de la rueda es Sulzer Escher Wyss de Suiza.

##### Inyector
El inyector es el que se encarga de liberar y guiar el chorro de agua hacia la rueda Pelton. Sus partes más importantes son el deflector que se encarga de desviar el chorro en caso de parada normal o de emergencia y la aguja la cual ajusta el caudal requerido.

##### Generador
El generador es la parte más importante de toda la unidad pues es donde se transforma la energía de rotación en eléctrica teniendo en cuenta que la energía de rotación viene de la energía hidráulica. La marca del generador es General Electric.

### Presa
La presa está ubicada en los municipios de Gama, Gachetá, Ubalá y Gachalá, se represan las aguas del Rio Guavio, Rio Batatas y Rio Chivor.
- - Presa de enrocado de 243 m de altura para formar un embalse útil de 950 millones de m³. El caudal promedio del río en el sitio de presa es de 62 m³/s. Muro de la presa ubicado en Ubalá zona A.
  - Túnel de desviación de 1160 m de longitud.
  - Rebosadero: dos túneles de 600 m de longitud y con vertedero de entrada controlado mediante compuertas.
  - Túnel de desviación al embalse de los ríos Batatas de 2330 m de longitud y Chivor de 2190 m de longitud.
  - Túnel superior de carga de 13315 m de longitud.

- Es la tercera presa más alta del mundo.
- Al llenarse el embalse los lugareños comenzaron a interesarse por la pesca y deportes náuticos.
- Tiene una descarga de fondo para drenar el sedimento, la cual fue gravemente averiada el día del primer rebose por la exageración de los políticos espectadores, los cuales pedían más agua.

### Subestaciones

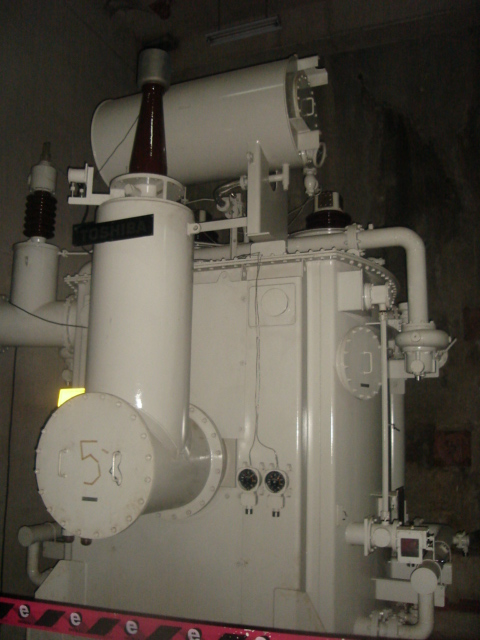
Transformador.

Cuenta con dos subestaciones una subterránea y otra superficial en el edificio de control.
- Superficial: Subestación encapsulada a 230 kV, aislada en gas SF6 (Hexafluoruro de azufre), con encapsulamiento monofásico de doble barraje.
- Subterránea: Subestación encapsulada a 115 kV, aislada en gas SF6 (Hexafluoruro de azufre), con encapsulamiento monofásico de barraje sencillo.

### Líneas De Conducción (Interconexión)
Las líneas de alta tensión de la electricidad generada en el Guavio son propiedad de la Empresa de Energía de Bogotá la cual pertenece al Distrito Capital y están en interconexión con todo el país, siendo capaz de generar hasta el 19 % de la electricidad.

### Campamentos
Los trabajadores de la central se alojan en un campamento ubicado a 5 km de la casa de máquinas. Este lugar cuenta con casas para los que viven con su familia y cuartos individuales para aquellos que viven solos su denominación, convenientemente, es Club Casados y Club Solteros, cada uno equipado con piscinas, billares, mesas de ping pong, bar y restaurante.

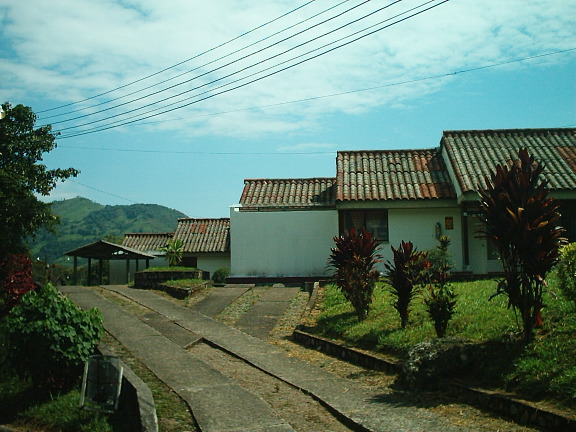
Casas del campamento
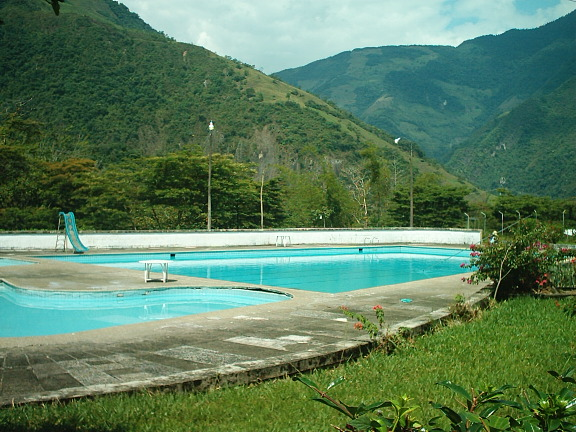
Piscinas del club casados
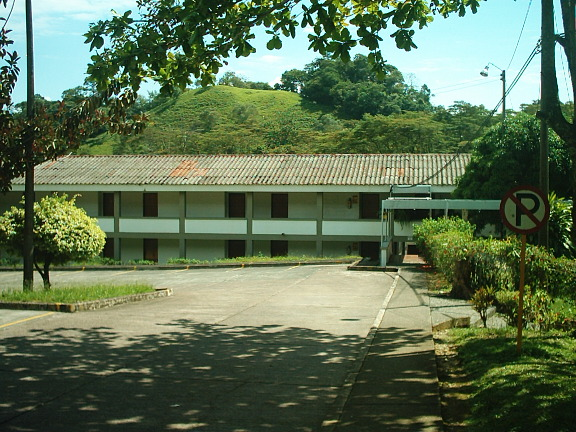
Bloques de Cuartos en el club solteros

### Certificación Ambiental
A finales del 2005 la central recibe la certificación ambiental ISO 14001, gracias al esfuerzo de las directivas de Emgesa y el trabajo realizado en la central, se realizaron campañas educativas con la comunidad local para manejo de desechos y reciclaje dando en un principio incentivos económicos a las familias que más reciclaran.
En un documento Emgesa expresa su compromiso con Colombia es su gestión ambiental.

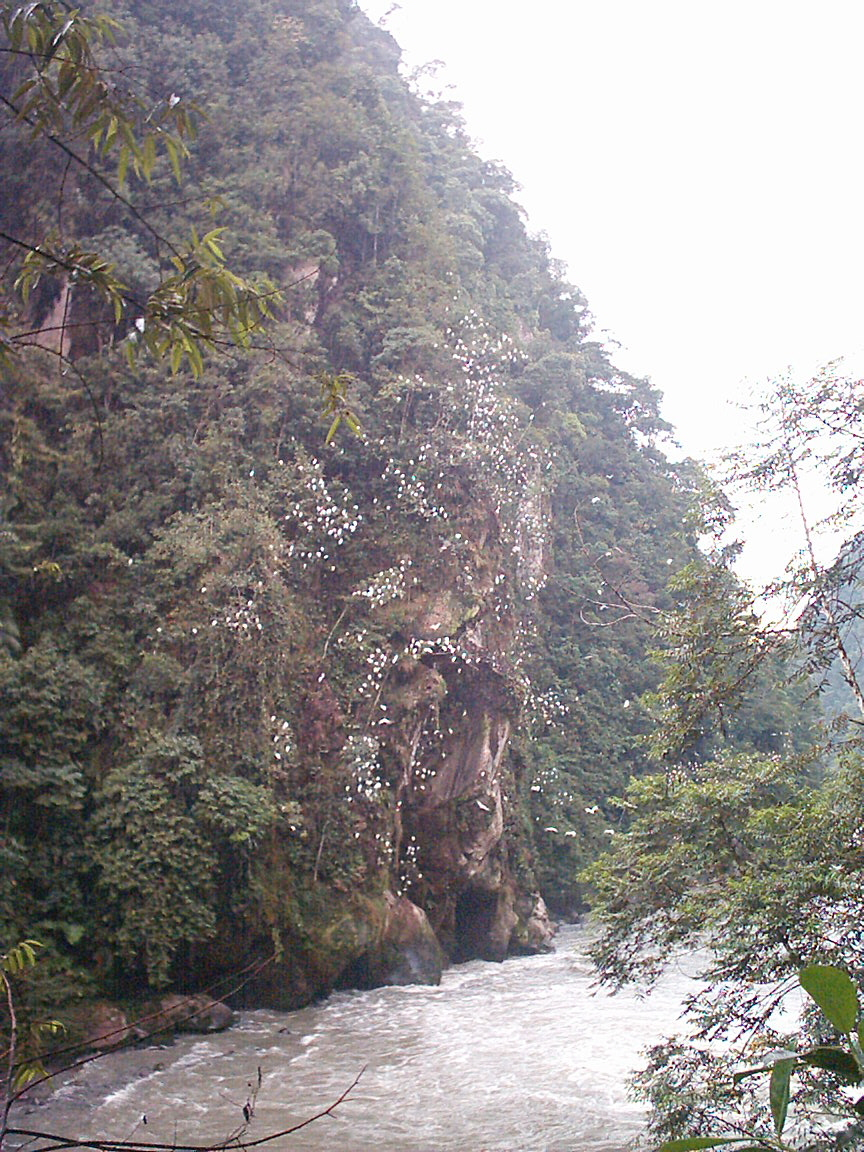
Se pueden ver varias garzas exactamente al frente del final del túnel de fuga, donde salen las aguas que ya generaron electricidad.

## Propietario
Desde su construcción hasta 1997 la central era de la Empresa de Energía de Bogotá (EEB), ese año el distrito vendió el 49% de la EEB a Endesa (España) en consorcio con Endesa (Chile), con la condición que la empresa española tomara el control de la misma, se dividió la empresa en:
- Generación - Emgesa S.A
- Transmisión - EEB
- Distribución - Codensa S.A